# Порт-Юен (Нью-Йорк)
Порт-Юен (англ. Port Ewen) — переписна місцевість (CDP) в США, в окрузі Ольстер штату Нью-Йорк. Населення — 3678 осіб (2020).

## Географія
Порт-Юен розташований за координатами 41°54′15″ пн. ш. 73°58′38″ зх. д. / 41.90417° пн. ш. 73.97722° зх. д. (41.904162, -73.977243).  За даними Бюро перепису населення США в 2010 році переписна місцевість мала площу 6,80 км², з яких 5,11 км² — суходіл та 1,69 км² — водойми.

## Демографія
Згідно з переписом 2010 року, у переписній місцевості мешкало 3546 осіб у 1552 домогосподарствах у складі 985 родин. Густота населення становила 521 особа/км².  Було 1707 помешкань (251/км²).
Расовий склад населення:
| - 89,9 % — білих - 4,0 % — чорних або афроамериканців - 1,6 % — азіатів - 0,2 % — корінних американців - 1,1 % — осіб інших рас |

До двох чи більше рас належало 3,3 %. Частка іспаномовних становила 3,8 % від усіх жителів.
За віковим діапазоном населення розподілялося таким чином: 18,5 % — особи молодші 18 років, 62,3 % — особи у віці 18—64 років, 19,2 % — особи у віці 65 років та старші. Медіана віку мешканця становила 46,8 року. На 100 осіб жіночої статі у переписній місцевості припадало 86,8 чоловіків;  на 100 жінок у віці від 18 років та старших — 86,5 чоловіків також старших 18 років.
Середній дохід на одне домашнє господарство  становив 72 102 долари США (медіана — 56 738), а середній дохід на одну сім'ю — 79 851 долар (медіана — 69 508). Медіана доходів становила 46 042 долари для чоловіків та 35 398 доларів для жінок. За межею бідності перебувало 5,1 % осіб, у тому числі 0,0 % дітей у віці до 18 років та 7,6 % осіб у віці 65 років та старших.
Цивільне працевлаштоване населення становило 1801 особа. Основні галузі зайнятості: освіта, охорона здоров'я та соціальна допомога — 27,2 %, роздрібна торгівля — 16,1 %, науковці, спеціалісти, менеджери — 12,0 %.